# Michael Quintero
 Michael Quintero  (nacido el 11 de julio de 1980) es un extenista profesional colombiano.

## Carrera
Su mejor ranking individual es el N.º 245 alcanzado el 12 de noviembre de 2007, mientras que en dobles logró la posición 231 el 27 de octubre de 2008.
Hasta el momento ha obtenido 1 títulos de la categoría ATP Challenger Series, siendo en la modalidad de dobles. También ha ganado varios títulos futures tanto en individuales como en dobles.

## Títulos; 1 (0 + 1)
| Leyenda                        | Individuales | Dobles |
| ------------------------------ | ------------ | ------ |
| Grand Slam (tenis)\|Grand Slam | 0            | 0      |
| ATP World Tour Finals          | 0            | 0      |
| ATP World Tour Masters 1000    | 0            | 0      |
| ATP World Tour 500 Series      | 0            | 0      |
| ATP World Tour 250 Series      | 0            | 0      |
| ATP Challenger Series          | 0            | 1      |

### Dobles
| N.º | Fecha | Torneo               | Superficie | Compañero    | Oponentes en la final                   | Resultado   |
| --- | ----- | -------------------- | ---------- | ------------ | --------------------------------------- | ----------- |
| 1.  | 2006  | Challenger de Bogotá | Dura       | Daniel Garza | Rogério Dutra da Silva Martín Vilarrubi | 7–6(6), 6–4 |